# Горна-Рибница
Гореме (болг. Гореме) — село в Благоевградской области Болгарии. Входит в состав общины Струмяни. Находится примерно в 9 км к западу от центра села Струмяни и примерно в 41 км к югу от центра города Благоевград. По данным переписи населения 2011 года, в селе  проживало 92 человека, преобладающая национальность — болгары. Село расположено в горном массиве Малешевска-Планина.

## Население
| Год     | 1934 | 1946 | 1956 | 1965 | 1975 | 1985 | 1992 | 2001 | 2011 |
| ------- | ---- | ---- | ---- | ---- | ---- | ---- | ---- | ---- | ---- |
| Жителей | 759  | 849  | 862  | 647  | 428  | 283  | 237  | 165  | 92   |

|  |